# Caenocryptus lumbarius
Caenocryptus lumbarius là một loài tò vò trong họ Ichneumonidae.